# Публий Сервилий Приск
Публий Сервилий Приск (на латински: Publius Servilius Priscus) e политик на Римската република през 5 век пр.н.е.
Син е на консула Спурий Сервилий Приск и внук на Публий Сервилий Приск Структ.
През 463 пр.н.е. е консул заедно с Луций Ебуций Хелва. Двамата умират същата година вероятно от чума или от тифус.